# Aligarh Muslim University
Aligarh Muslim University är ett universitet i Indien.   Det ligger i distriktet Aligarh och delstaten Uttar Pradesh, i den norra delen av landet, 120 km sydost om huvudstaden New Delhi. Aligarh Muslim University ligger 176 meter över havet.